# Straw (Californie)
Pour les articles homonymes, voir Straw.
Straw est un ancien lieu habité du comté de Modoc, en Californie. Il était situé près de l'actuel site de Perez. 
Un bureau de poste a fonctionné à Straw de 1902 à 1928. Le nom honore Isaac J. Straw, son premier maître de poste. 